# مازيداغي
مازيداغي (بالكردية: Şemrex؛ بالتركية: Mazıdağı) هي بلدة كردية ومديرية تابعة لولاية ماردين في جنوب شرق تركيا. تبلغ مساحتها 850 كم² وبلغ عدد سكانها 36,442 نسمة في عام 2022.